# Nazionale maschile under 16 di pallacanestro di Porto Rico
La nazionale di pallacanestro portoricana Under-16 è una selezione giovanile della nazionale portoricana di pallacanestro, ed è rappresentata dai migliori giocatori di nazionalità portoricana di età non superiore ai 16 anni.
Partecipa a tutte le manifestazioni internazionali giovanili di pallacanestro per nazioni gestite dalla FIBA.

## Partecipazioni

### FIBA Americas Under-16 Championship for Men
- 2009 - 6°
- 2011 - 4°
- 2013 - 4°
- 2015 - 6°